# 公众反对暴力
公众反对暴力（缩写为VPN）是1989年11月在斯洛伐克布拉迪斯拉发成立的一个政治运动。与公民论坛在捷克的地位对应。

## 成立
1989年11月17日防暴警察在布拉格镇压学生示威后，捷克斯洛伐克的示威游行愈演愈烈。11月19日，公民论坛在布拉格成立，作为反对派组织，要求捷共下台。同日，公众反暴力组织在布拉迪斯拉发成立。第二天，公共反暴力协调委员会举行了第一次会议。创建者包括演员米兰·科阿兹科、持不同政见者扬·布达杰、社会学家费多尔·盖尔（Fedor Gál）、扬·恰尔诺古尔斯基，弗朗蒂谢克·米克洛什科，前捷共领导人亚历山大·杜布切克及其它宗教人士和知识分子。
公众反暴力组织呼吁自由选举，以及改善捷克人和斯洛伐克人的关系。

## 分裂与解散
随着天鹅绒革命时间的推移，公民论坛和公众反对暴力的支持率从1990年2月的60%下降到1990年10月的38%。 在1990年11月举行的地方选举中，公众反对暴力排在第二位，获得了20.4%的选票，落后于斯洛伐克基督教民主运动的27.4%。1990年11月的一项民意调查也显示，公众反对暴力的支持率已降至17%。
1991年3月，人民党－民主斯洛伐克运动从公众反对暴力分裂出来。
天鹅绒分离后，人民党－民主斯洛伐克运动迅速成为斯洛伐克最受欢迎的政党，并在1991年和1992年的民意调查中始终领先。1991年7月，公众反对暴力组织在民意调查中进一步下降至3%，而人民党－民主斯洛伐克运动的这一比例为38%。
同样在1991年7月，亚历山大·杜布切克退出了公众反对暴力运动，指责公众反对暴力组织过于右倾。
1992年3月公众反对暴力更名为公民民主联盟。